# Światowe Centrum Modlitwy o Pokój
Światowe Centrum Modlitwy o Pokój – planowane dwanaście miejsc wieczystej adoracji w intencji pokoju, które zostaną zlokalizowane na całym świecie, tworzone z inicjatywy polskiego stowarzyszenia „Communita Regina della Pace”.

## Historia
Stowarzyszenie „Communita Regina della Pace” zostało powołane w 2008 roku, w odpowiedzi na apel papieża Benedykta XVI wygłoszony 1 stycznia 2007 roku na Światowy Dzień Pokoju oraz na nauczanie Jana Pawła II zawarte w encyklice Ecclesia de Eucharistia, celem szerzenia idei modlitwy o pokój. Celem realizacji celów stowarzyszenia podjęto dzieło stworzenia na świecie 12 ośrodków wieczystej adoracji Najświętszego Sakramentu. Pierwszą etapem było przekazanie wykonanego przez Mariusza Drapikowskiego nastawy ołtarzowej „Tryptyk Jerozolimski” wraz z monstrancją „Niewiasta z Jeruzalem – Królowa Pokoju” do Ziemi Świętej, które początkowo zostały umieszczone w krypcie przy czwartej stacji Drogi Krzyżowej w Jerozolimie, a ostatecznie pierwszą gwiazdą została Grota Mleczna w Betlejem. Drugą gwiazdą, z inicjatywy arcybiskupa Tomasza Pety, zostało miejsce przesiedlenia Polaków z sowieckiej Ukrainy w 1936 roku, Oziornoje w Kazachstanie, do którego przekazano pentaptyk. Kolejnymi zostały - miejsce objawień maryjnych, Medziugorie w Bośni i Hercegowinie, największy kościół na świecie, wotum za dar pokoju, Jamusukro na Wybrzeżu Kości Słoniowej, miejsce śmierci 19 męczenników, Namyang w Korei Południowej, miejsce objawień maryjnych oraz masakry w obozie uchodźców, Kibeho w Rwandzie i „miejsce heroicznego życia i codziennej pracy Maksymiliana Kolbego oraz warsztat pracy Niepokalanej”, Niepokalanów w Polsce. Prace na gwiazdą Filipin w Dagupan nadal trwają (2020). 

## Dwanaście gwiazd w koronie Maryi
Dwanaście gwiazd w koronie Maryi, planowanych dwanaście ołtarzy lub monstrancji adoracyjnych, będących zewnętrznym symbolem wiary i łaski Jezusa Chrystusa. Pierwsze dwie zostały poświęcone przez papieża Benedykta XVI, natomiast kolejne przez papieża Franciszka.
| L.p. | Współrzędne                                 | Rok powstania | Państwo                  | Miasto       | Kościół                                       | Zdjęcie |
| ---- | ------------------------------------------- | ------------- | ------------------------ | ------------ | --------------------------------------------- | ------- |
| 1.   | 31°42′12″N 35°12′32″E/31,703317 35,208833   | 2009          | Palestyna                | Betlejem     | Grota Mleczna                                 |         |
| 2.   | 53°51′34″N 68°53′13″E/53,859528 68,886808   | 2011          | Kazachstan               | Oziornoje    | Narodowe Sanktuarium Królowej Pokoju          |         |
| 3.   | 43°11′26″N 17°40′39″E/43,190611 17,677500   | 2011          | Bośnia i Hercegowina     | Medziugorie  | kościół św. Jakuba                            |         |
| 4.   | 6°48′40″N 5°17′47″W/6,811111 -5,296389      | 2016          | Wybrzeże Kości Słoniowej | Jamusukro    | bazylika Matki Bożej Królowej Pokoju          |         |
| 5.   | 37°12′23″N 126°48′59″E/37,206306 126,816500 | 2017          | Korea Południowa         | Hwaseong     | sanktuarium Matki Bożej Różańcowej            |         |
| 6.   | 2°38′59″S 29°33′12″E/-2,649639 29,553250    | 2018          | Rwanda                   | Kibeho       | sanktuarium Matki Bożej Słowa                 |         |
| 7.   | 16°02′32″N 120°20′04″E/16,042253 120,334411 | 2015          | Filipiny                 | Dagupan      | katedra św. Jana Ewangelisty                  |         |
| 8.   | 52°12′13″N 20°25′14″E/52,203750 20,420556   | 2018          | Polska                   | Niepokalanów | bazylika Niepokalanej Wszechpośredniczki Łask |         |